# Accuser
Accuser (с англ. — обвинитель, также пишется как Accu§er) — немецкая метал-группа, играющая в стиле трэш/грув-метал. Основана в 1986 году в Зигене.

## История
В начале 80-х годов 18-летний Франк Томс и 16-летний Рене Шютц играли на гитарах в группе под названием Expect no Mercy. Эта группа  из Зигена не несла в себе ничего нового, а ориентировалась на традиционный метал типа Dio и Iron Maiden. Два года участники провели вместе, а потом их пути разошлись. Пока Рене определялся со своими пристрастиями, Томс присоединился к команде Breaker, имевшей неплохой успех в окрестностях. Группа специализировалась на классическом спид-метале, и помимо Томса включала в себя Эберхарда Вейеля (вокал, бас) и Фолькера Борхерта (ударные).
Когда популярность коллектива значительно подросла, название сменили на Accuser и под ним на лейбле Atom H выпустили дебютный трэш/спид-метал альбом The Conviction. Франк не был полностью удовлетворен работой, так как ему хотелось, чтобы саунд был ещё тяжелее. С этой целью он пригласил Шютца присоединиться к Accuser, и они создали дуэт гитар. Звучание действительно изменилось, стало тяжелее и насыщеннее. Альбом Experimental Errors (1988, ATOM H), выпущенный новым составом, имел положительные отзывы по всей Европе, где прошли первые гастроли группы. В 1989-м вышел один из лучших в творчестве группы thrash metal альбом Who Dominates Who?, после которого в нескольких изданиях Томс и Шютц получили звания Germanys best Thrash-Guitarists и Best Metal Guitar-Duo.
После очередных гастролей был записан трэш-метал-альбома Double Talk (1991, ATOM H), после которого из коллектива ушел Вейель. Его обязанности взял на себя Франк и Accuser вновь отправились в студию. Неожиданно для самих музыкантов альбом Repent (1992, Rough Trade Records) получился настолько тяжелым, насколько они и хотели. Раскрутку диска группа проводила в турне вместе с Cancer и Paradise Lost.
Стремясь идти в ногу со временем (в начале 90-х трэш-метал стал терять популярность, в то время как другие стили, в частности, грув-метал стали выходить на передний план металической сцены), Accuser выпустили в 1994 году два альбома Confusion romance и Reflections на лейбле Major Records. На этих альбомах музыка стала медленнее и тяжелее, в звучании стали явно проглядывать грув-металические нотки. После этого группа впервые отправилась в европейское турне в роли хедлайнеров.
Однако когда в очередной раз коллектив попал в студию, оказалось, что музыканты изрядно подустали за десять лет непрерывных гастролей и сессий. Альбом Taken by the Throat (1995, Koch International) не нёс в себе ничего нового, а просто продолжил линию своих двух своих предшественников. Музыка на нём представляла собой смесь трэша и хардкора, который набирал популярность в те годы. Последовавшее европейское турне Accuser провели в компании с Overkill. Рене на нем отыграл всего несколько дат, а остальное время его подменял Джерри Маккензи (экс-Danzig). Когда команда наконец-то вернулась домой, было принято решение о её роспуске.
Скорее всего главной причиной распада группы послужило то, что Accuser, как многие трэш-метал-группы того времени, не смогли (или не захотели) проявить себя в новых музыкальных стилях и течениях середины 90-х, а трэш-метал в то время просто потерял свою популярность и соответственно аудиторию.
В 2002 году бывшие участники Accuser Франк Томс и Рене Шютц организовали новую группу Scartribe, которая на концертах, помимо своих новых песен, исполняла также старые песни Accuser. В начале 2008 было принято решение о воссоединении группы Accuser. 12 июля 2008 года состоялся первый реюнион-концерт с новыми песнями. После этого группа выступила на многих фестивалях и концертах, а также выпустила несколько альбомов. В 2011 году на место Рене Шютца приходит гитарист Уве Шмидт, уже игравший в группе в 2002-2003 годах на бас-гитаре, Томс же помимо вокала взял на себя исполнение гитарных соло-партий. С ним группа выпускает альбомы «Dependent Domination» и «Diabolic». В 2013 году Уве покидает коллектив по причине усталости, и его заменяет виртуозный гитарист Денис Рыбаковский, и с ним группа выпускает «The Forlorn Divide», который выходит на лейбле Metal Blade Records 11 марта 2016. В 2018 году группа выпускает альбом «The Mastery» на том же лейбле. В 2019 в группу возвращается Рене Шютц и в 2020 году группа записывает одноимённый альбом «Accuser», который вышел 14 ноября 2020 года. В 2024 году Рене вновь покинул коллектив, и на его место пришёл Саша Штанге. А на концерте группа Green Hell Festival группа представила новую песню «Ghost of Disease». 21 ноября 2024 года вышел новый альбом «Rebirthless». 

## Состав

### Текущий состав
- Франк Томс — соло и ритм-гитара (1986—1996, 2008-; основатель), вокал (1992—1996, 2008-)
- Саша Штанге — ритм-гитара (2024 -)
- Франк Кимпель — бас-гитара (2004-)
- Оливер Фехнер — ударные (2002-)

### Бывшие участники
- Томас Кирхер — бас-гитара (1986—1987; основатель)
- Эберхард Вейель — ритм-гитара (1986—1987; основатель), бас-гитара (1988—1991), вокал (1986—1991)
- Милан Пешль — гитара (1989—1991), бас-гитара (1991—1992)
- Гидо Венцлафф — бас-гитара (1993—1996)
- Фолькер Борхерт — ударные (1986—1996; основатель)
- Рене Шютц — соло-гитара (1988—1989, 1991—1996, 2002—2011, 2019-2024)
- Уве Шмидт — бас-гитара (2002—2003), ритм-гитара (2011—2013)
- Денис Рыбаковский — соло и ритм-гитара (2013-2019)

## Дискография
Студийные альбомы
- The Conviction (1987)
- Who Dominates Who? (1989)
- Double Talk (1991)
- Repent (1992)
- Reflections (1994)
- Taken by the Throat (1995)
- Agitation (2010)
- Dependent Domination (2011)
- Diabolic (2013)
- The Forlorn Divide (2016)
- The Mastery (2018)
- Accuser (2020)
- Rebirthless (2024)

Мини-альбомы
- Experimental Errors (1988)
- Confusion / Romance (1994)

Демо
- Speed Metal (1986)
- Scartribe (2003)
- The Wise Tree in the Dawn of Convention (2004)
- Remain (2009)